# Wasserturm Carl-Miele-Straße
Der Wasserturm Carl-Miele-Straße ist ein fast 30 Meter hoher Wasserturm auf dem Betriebsgelände des Hausgeräteherstellers Miele in Gütersloh. Er ist neben dem Wasserturm Friedrichstraße der zweite Wasserturm in der ostwestfälischen Kreisstadt.
Der Wasserturm wurde 1917 als Versorgungspunkt für die Preußischen Staatseisenbahnen auf der Stammstrecke der Köln-Mindener Eisenbahn-Gesellschaft in der Nähe des Gütersloher Hauptbahnhofs errichtet.
In den 1950er Jahren erweiterte die Firma Miele ihr Werk in Gütersloh-Nordhorn auf einen Teil des Bahnhofsgeländes. Nachdem die wasserbetriebenen Dampflokomotiven ausgedient hatten und der Wasserturm, der sich mittlerweile inmitten des Werksgeländes befand, für seinen ursprünglichen Zweck nicht mehr benötigt wurde, pachtete Miele ihn 1959 samt Wasserrechten von der Deutschen Bundesbahn. Das Unternehmen brachte seinen markanten Schriftzug auf dem Turm an, der seitdem „Miele-Wasserturm“ genannt wird.
Am 4. Juli 1988 wurde der vergleichsweise schlicht gestaltete Wasserturm u. a. seiner besonderen Bauweise wegen unter Denkmalschutz gestellt und unter der Nummer A 129 in die Liste der Baudenkmäler in Gütersloh eingetragen. Er ist mutmaßlich der einzige Wasserturm in Westfalen, der komplett in Stahlbeton ausgeführt ist. Der Wasserbehälter ruht auf zehn Diagonalstützen, die auf das Außenmauerwerk und ausgebildete Pfeiler abtragen.
2013 kaufte Miele den Wasserturm von der BahnflächenEntwicklungsGesellschaft NRW (BEG) zu einem symbolischen Preis. 2014 wurde der Turm für rund 250.000 Euro saniert und erhielt einen rot-weißen (statt wie bislang grün-weißen) Anstrich.